# Преутешть (комуна)
Преутешть, Преутешті (рум. Preutești) — комуна у повіті Сучава в Румунії. До складу комуни входять такі села (дані про населення за 2002 рік):
- Аргіра (1129 осіб)
- Басарабі (1704 особи)
- Бахна-Арін (225 осіб)
- Леукушешть (1013 осіб)
- Преутешть (1868 осіб) — адміністративний центр комуни
- Хуші (725 осіб)

Комуна розташована на відстані 336 км на північ від Бухареста, 24 км на південний схід від Сучави, 94 км на захід від Ясс.

## Населення
За даними перепису населення 2002 року у комуні проживали 9028 осіб, усі — румуни. Усі жителі комуни рідною мовою назвали румунську.
Склад населення комуни за віросповіданням:
| Релігія       | Кількість осіб | Відсоток |
| ------------- | -------------- | -------- |
| православні   | 8760           | 97,0%    |
| п'ятдесятники | 84             | 0,9%     |
| адвентисти    | 13             | 0,1%     |
| старообрядці  | 6              | 0,1%     |
| бретрени      | 5              | 0,1%     |
| баптисти      | 1              | < 0,1%   |
| не релігійні  | 1              | < 0,1%   |